# Ladysmith-Oceanside (circonscription britanno-colombienne)
Pour les articles homonymes, voir Ladysmith et Oceanside.
Circonscription électorale provinciale du Canada
Ladysmith-Oceanside est une circonscription provinciale de la Colombie-Britannique représentée à l'Assemblée législative de la Colombie-Britannique depuis 2024.

## Géographie
En 2024, la circonscription entoure la ville de Nanaimo et inclut la ville de Ladysmith, ainsi que les communautés environnantes du district régional de Cowichan Valley. La circonscription inclut les zones rurales du district régional de Nanaimo et de la région d'Oceanside (en) au nord de Nanaimo, dont les communautés de Nanoose Bay, Parksville et Qualicum Beach. Le territoire de la circonscription fait l'objet d'une controverse auprès des élus locaux.

## Liste des députés
| Législature                                                                                | Années                                                                                     | Député                                                                                     | Député                                                                                     | Parti                                                                                      |
| Ladysmith-Oceanside Circonscription issue de Parksville-Qualicum et Nanaimo-North Cowichan | Ladysmith-Oceanside Circonscription issue de Parksville-Qualicum et Nanaimo-North Cowichan | Ladysmith-Oceanside Circonscription issue de Parksville-Qualicum et Nanaimo-North Cowichan | Ladysmith-Oceanside Circonscription issue de Parksville-Qualicum et Nanaimo-North Cowichan | Ladysmith-Oceanside Circonscription issue de Parksville-Qualicum et Nanaimo-North Cowichan |
| ------------------------------------------------------------------------------------------ | ------------------------------------------------------------------------------------------ | ------------------------------------------------------------------------------------------ | ------------------------------------------------------------------------------------------ | ------------------------------------------------------------------------------------------ |
| 43e                                                                                        | 2024–en cours                                                                              |                                                                                            | Stephanie Higginson (en)                                                                   | Néo-démocrate                                                                              |